# Consiglio internazionale bahai

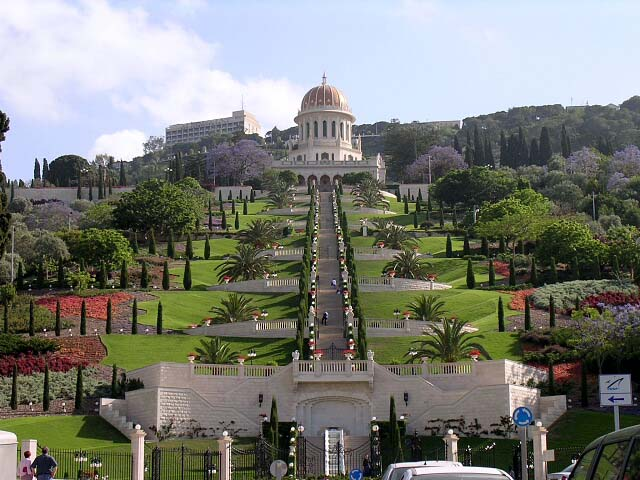
Mausoleo del Báb

Il Consiglio Internazionale bahá'í, istituito nel 1951, fu un  organo amministrativo transitorio della Fede bahá'í, la religione fondata da Bahá'u'lláh.
Come annunciato da Shoghi Effendi in un messaggio telex  indirizzato ai bahá'í di tutto il mondo il 9 gennaio 1951, il Consiglio Internazionale Bahá'í fu  concepito come il «precursore della suprema Istituzione amministrativa destinata a emergere nell'ambito del Centro mondiale bahá'í già stabilito nelle città gemelle di Acri e Haifa.»

## Funzione
Il Consiglio è stato un valido elemento di transizione verso l'organo definitivo, la Casa Universale di Giustizia che la sostituì nel 1963, e ha contribuito, quindi, alla crescita del Centro Amministrativo Mondiale Bahá'í nelle vicinanze del Mausoleo del Báb e del Mausoleo di Bahá'u'lláh.

## Nomine del 1951
Nel marzo 1951 Shoghi Effendi, allora alla guida  della Fede bahá'í, iniziò a nominare i membri del Consiglio, scegliendo otto uomini e donne, Nel 1955 completò la formazione del Consiglio nominando  il nono membro..

### Membri del Consiglio Internazionale baha'i
Nomi dei Consiglieri, date, funzioni ed eventuale titolo di Mano della Causa:
- Rúhíyyih Khanum     (1951-61)	moglie di Shoghi Effendi; Mano della Causa
- Mason Remey          (1951-61)	Presidente; Mano della Causa
- Amelia Collins           (1951-61)	Vice presidente; Mano della Causa
- Leroy Ioas                 (1952-61)	Segretario generale; Mano della Causa
- Jessie Revell             (1951-61)	Tesoriere
- Loftullah Hakim          (1951-61)	Segretario assistente per l'oriente
- Ethel Revell                (1951-61)	Segretario assistente per l'occidente
- Ugo Giachery            (1952-61)	Primo consigliere e Mano della Causa
- Ben Weeden              (1951-52)
- Gladys Weeden          (1951-52)
- Sylvia Ioas                  (1955-61)

Tra il 1951 e il 1957 Shoghi Effendi aiutò il Consiglio ad avere una funzione internazionale servendo, da Haifa, gli affari della Comunità bahai.
Secondo Shoghi Effendi i compiti del Consiglio erano:
- stabilire rapporti con le autorità israeliane;
- assistere Shoghi Effendi per il completamento del Mausoleo del Báb,
- svolgere le funzioni di Segreteria internazionale bahai.

## Consiglio Internazionale bahá'í

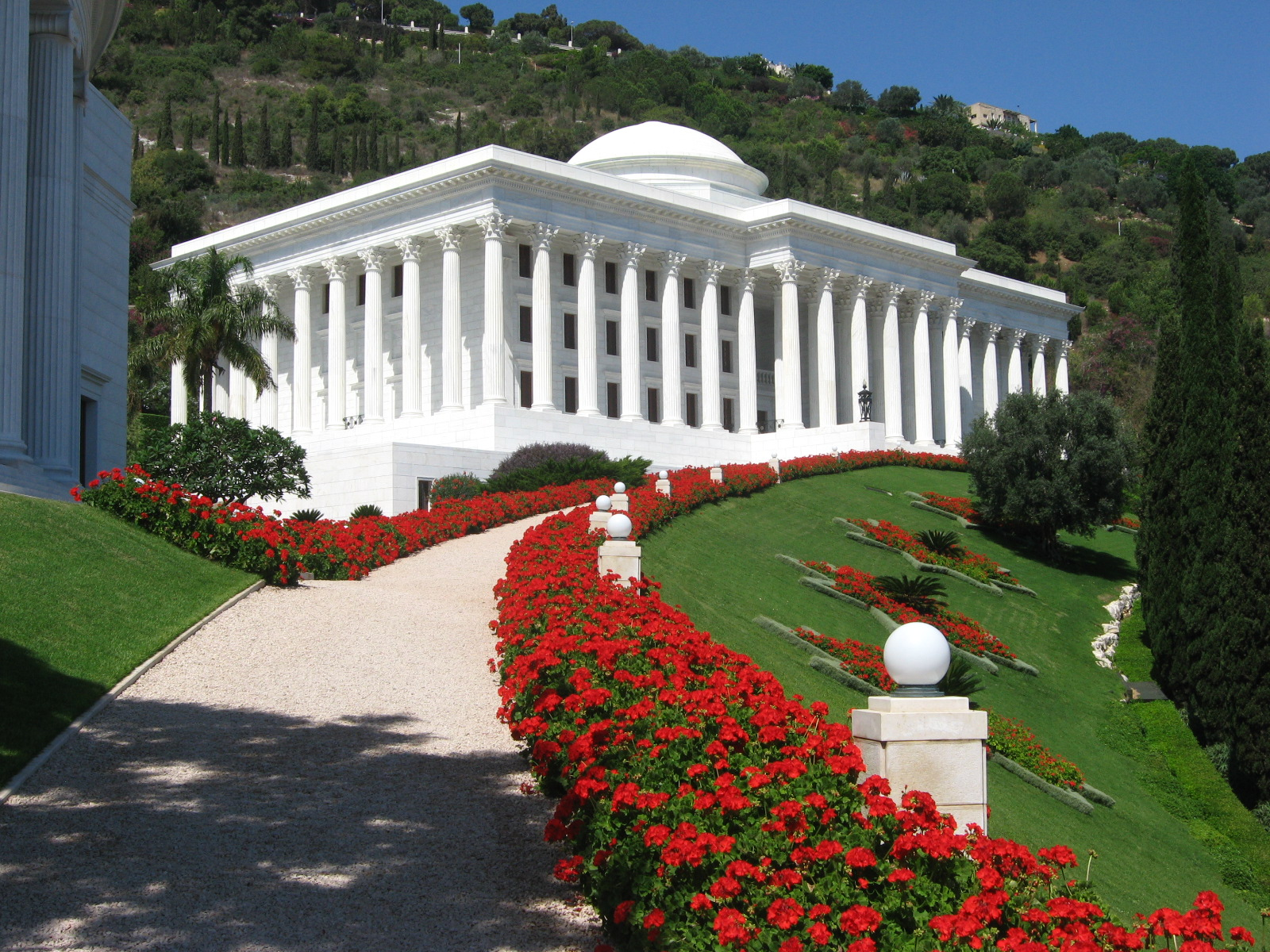
Casa Universale di Giustizia Bahai, Haifa

Nei Messaggi al Mondo Bahá'í, (1950-1957), Shoghi Effendi descrisse il Consiglio Internazionale Bahá'í come il preludio essenziale alla istituzione della Casa Universale di Giustizia precisando che il Consiglio Internazionale avrebbe preparato la strada per la sua formazione .
Dopo la morte di Shoghi Effendi, avvenuta nel 1957, il Consiglio Internazionale Bahá'í operò sotto la direzione delle Mani della Causa di Dio. Nel novembre 1959, esse decisero di trasformare il Consiglio da Istituzione nominata a Istituzione eletta dai bahá'í del mondo.
Nel 1960 uno dei membri del Consiglio Internazionale Bahá'í, Charles Mason Remey, fu dichiarato  "Violatore del Patto"  dalle Mani della Causa di Dio per essersi autonominato successore di Shoghi Effendi alla guida della Fede bahá'í. Di conseguenza, fu espulso dalla comunità bahá'í.

## Elezione del 1961
L'elezione del Consiglio Internazionale Bahá'í fu indetta per  il periodo Ridván del 1961.
Le Mani della Causa di Dio si dichiararono formalmente ineleggibili e chiesero ai bahá'í di non includerle tra i candidati, sottolineando la diversa natura e le  funzione di un'istituzione elettiva rispetto a una istituzione nominata. com'erano  le Mani della Causa e il precedente Consiglio.
L'elezione si svolse tramite votazione per  corrispondenza postale da parte di tutti i membri delle Assemblee Spirituali Nazionali e regionali allora esistenti nel mondo.
Tutti i bahá'í adulti  erano considerati eleggibili, ad eccezione  delle Mani della Causa, conformemente alla  loro stessa indicazione.

### Nuovo Consiglio eletto
I Consiglieri eletti per il nuovo Consiglio furono:
- Alí Nakhjavani	(1961-63)	Presidente
- Charles Wolcott	(1961-63)	Segretario generale
- Jessie Revel		(1961-63)	Tesoriere
- Ian Semple		(1961-63)	Assistente segretario
- Loftullah Hakim	(1961-63)	Assistente segretario per l'oriente
- Ethel Revel		(1961-63)	Assistente segretario per l'occidente
- Borrah Kavelin		(1961-63)
- Mildred Mottahedeh	(1961-63)

Il nuovo Consiglio rimase sotto la direzione e la supervisione delle Mani della Causa che assegnò al Consiglio il compito di assistere le Mani della Causa nella:
- gestione delle proprietà del Centro Mondiale Bahá'í;
- formazione e instaurazione della Casa Universale di Giustizia.

Accanto a tali responsabilità restarono quelle originariamente indicate da Shoghi Effendi di:
- coltivare i rapporti con le autorità israeliane;
- negoziare con le autorità israeliane il riconoscimento di uno statuto giuridico per la trattazione degli affari interni bahá'í.

## Elezione della prima Casa Universale di Giustizia
L'elezione della prima Casa Universale di Giustizia avvenne nel Ridvan 1963 e con quell'elezione il Consiglio Internazionale Bahá'í cessò la sua transitoria funzione, e ben cinque dei suoi membri furono eletti nella Casa Universale di Giustizia.